# Легенда об основании Киева

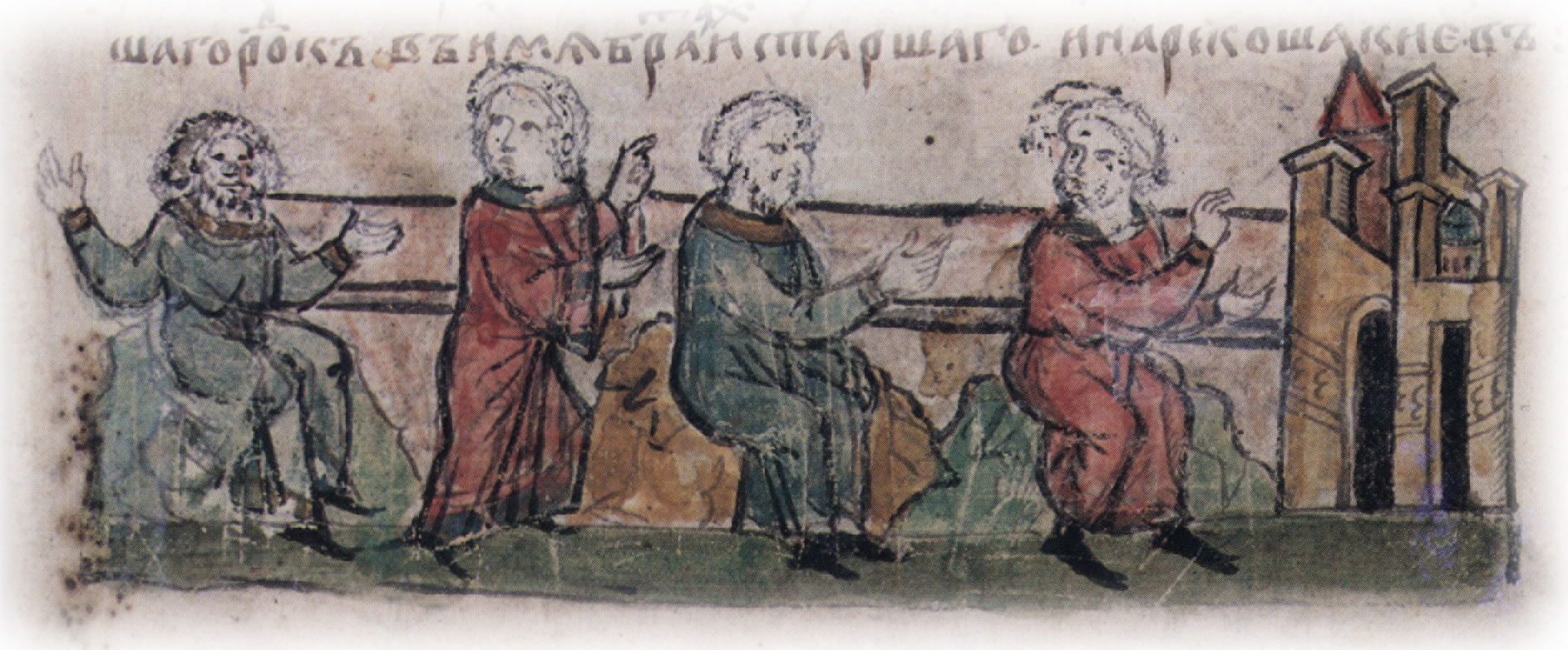
Основание Киева тремя братьями Кием, Щеком и Хоривом и их сестрой Лыбедью. Миниатюра из Радзивилловской летописи, конец XV века

Легенда об основании Киева  — легенда о возникновении города Киева, столицы Киевской Руси и современной Украины.

## Содержание

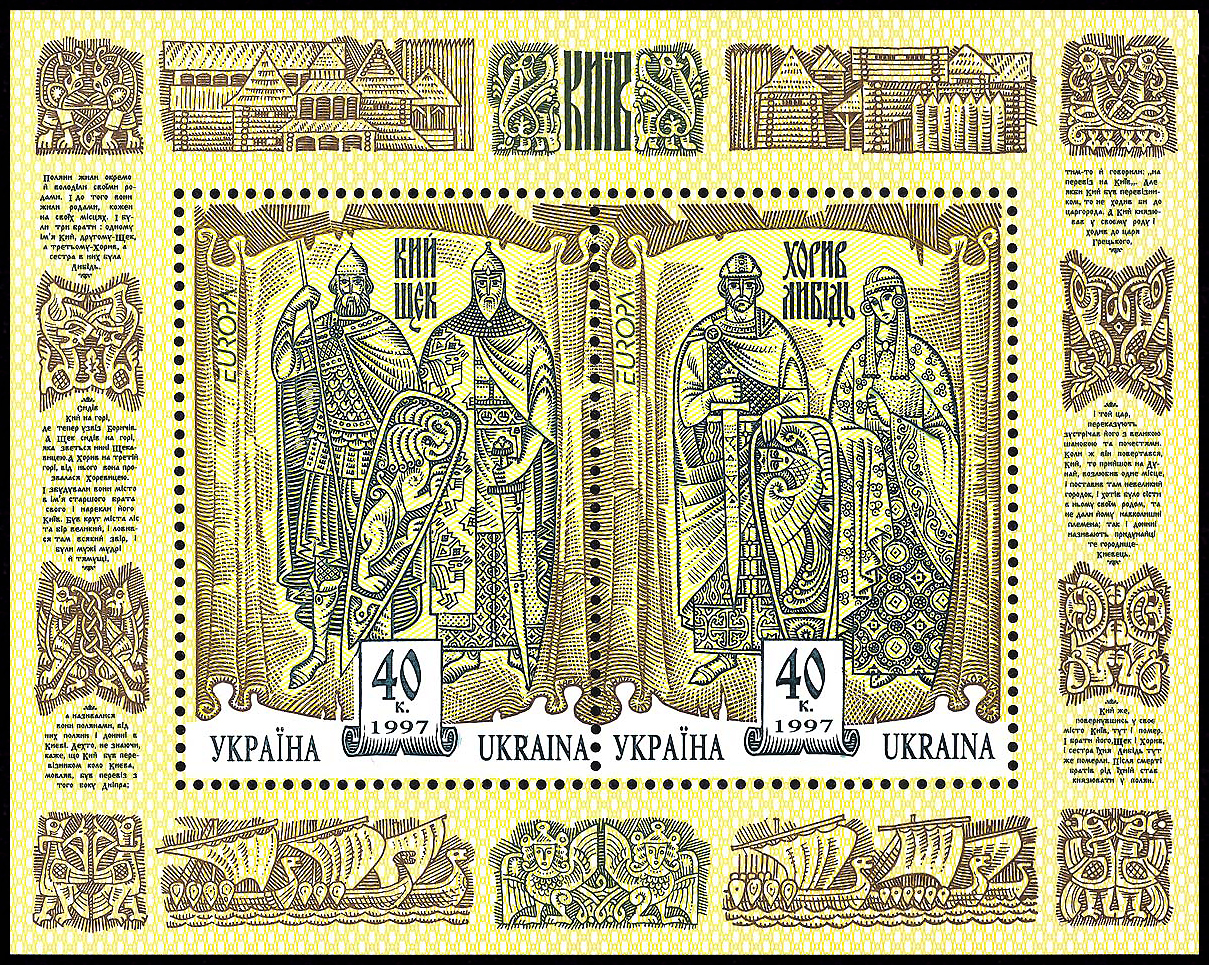
Легендарные основатели Киева на почтовом блоке Украины, 1997

Согласно Новгородской первой летописи и «Повести временных лет», на днепровских «горах» (холмах) жил человек по имени Кий вместе со своими младшими братьями Щеком, Хоривом и сестрой Лыбедью. Каждый из братьев основал поселение на одном из трёх холмов. Кий построил город на правом высоком берегу Днепра, названный в честь него Киевом. Также Кий назван основателем городка Киевец на Дунае. От Кия и его братьев летописцы выводили полянское племя.
Предание об основании Киева, подобно другим фольклорным произведениям, имело различные варианты, сообщавшие разные сведения о персонажах. Составители «Повести временных лет» упоминают об этой вариативности, приводя другую легенду (хотя и отвергают её как неправдоподобную) о том, что Кий был перевозчиком на Днепре: «Инии же, не вѣдуще, ркоша, яко Кий есть перевозникъ бысть, у Киева бо перевозъ бяше тогда съ оноя страны Днепра, тѣмь глаголаху: „На перевозъ на Киевъ“. Аще бо былъ перевозникъ Кый, то не бы ходилъ къ Цесарюграду. Но сий Кий княжаше в роду своем, и приходившю ему къ цесарю — не свѣмы, но токмо о сѣмъ вѣмы, якоже сказають: яко велику честь приялъ есть от цесаря, которого не вѣмъ и при котором приходи цесари».

## Источники

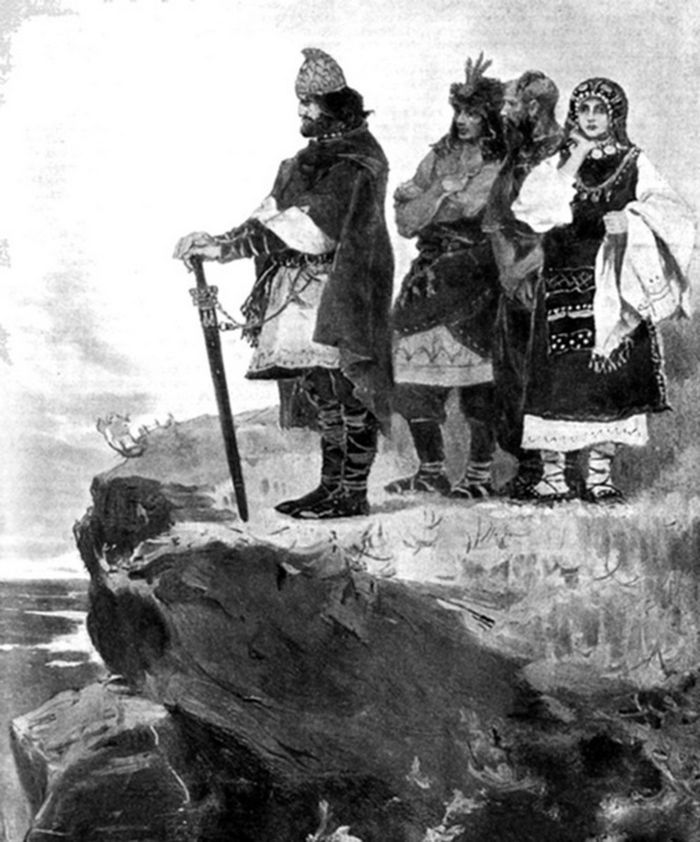
Братья Щек, Кий, Хорив и их сестра Лыбедь, картина Ивана Ижакевича, 1907

## Историография
Ряд учёных считает легенду этимологическим мифом, призванным объяснить названия киевских местностей. Имена этих персонажей производны от киевских топонимов (Киев, «горы» Щекавица и Хоревица, река Лыбедь, приток Днепра), а не наоборот. Данные персонажи рассматриваются как генеалогические герои, герои мифологического эпоса, связанные с началом мифологизированной исторической традиции. Легенда об основании Киева, зафиксированная в русских летописях является типичной в ряду популярных и известных в культурах разных народов преданий о появлении государств и важнейших городов. Предание о возникновении Киева, подобно многим другим преданиям об основании главных городов — государственных центров, фактически представляет собой предание о родоначальнике. Из источников Киевской Руси известен цикл подобных преданий, повествующих о разных городах, которые были основаны в местностях проживания того или иного племени.